# Thambotricha vates
Thambotricha vates är en fjärilsart som beskrevs av Edward Meyrick 1922. Thambotricha vates ingår i släktet Thambotricha och familjen skärmmalar. Inga underarter finns listade i Catalogue of Life.